# Perenelle Flamel

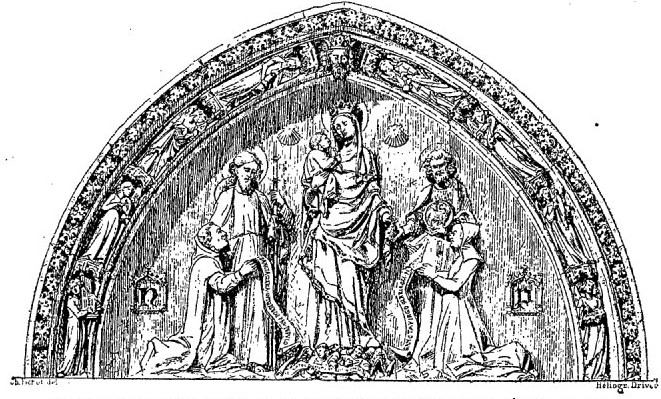
Portal da Igreja de St. Jacques-la-Boucherie, onde Nicolas e Perenelle Flamel são representados (de joelhos).

Perenelle Flamel (morte em Paris, 1397) foi a esposa de Nicolas Flamel, escrivão, copista e vendedor de manuscritos francês conhecido mitologicamente como um dos pais da alquimia. Muitos a relacionam também à prática de alquimia. Perenelle, assim como seu marido, tem uma rua em Paris com o seu nome, a rue Pernelle. 

## Vida

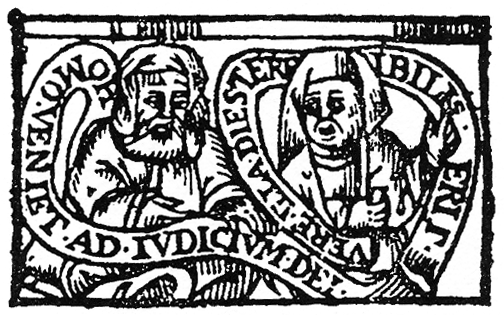
Gravura do livro Booke of Hieroglyphicall Figures representando Nicolas e Perenelle.

Há poucos detalhes confirmados sobre o local de nascimento e início de vida de Perenelle. Perenelle casou-se com Nicolas em 1368. Era viúva de dois maridos, e trouxe consigo suas fortunas ao casamento. O casal não teve filhos.
Ela e seu marido eram católicos devotos. O casal contribuiu para a igreja com a encomenda de várias esculturas. Nicolas continuou esta prática depois da morte de sua esposa. O casal é ilustrado no portal da Igreja de St. Jacques-la-Boucherie, rezando aos pés de São João, uma escultura que financiaram em 1389. Foram donos de várias propriedades e contribuíram na construção de casas para os pobres.
A grafia de seu nome varia, e às vezes aparece como Perrenelle, Petronelle ou Pernelle. Embora a Perenelle histórica tenha existido, não há qualquer registro histórico que indica se ela ou seu marido eram os alquimistas de sucesso das lendas posteriores.

## Morte
Perenelle morreu em 1397, deixando ao marido uma quantia de 5.300 livre tournois. A quantia foi então contestada em tribunal por sua irmã e cunhado.

## Na ficção
A reputação póstuma de Perenelle como uma alquimista fez com que ela fosse retratada na ficção fantástica ao lado do marido.
- Perenelle é mencionada brevemente em Harry Potter e a Pedra Filosofal, de J. K. Rowling, embora nem ela e nem seu marido apareçam de fato[4].
- É um dos personagens principais do livro The Sorceress: The Secrets of the Immortal Nicholas Flamel, de Michael Scott.
- Aparece como um personagem em uma das histórias em quadrinhos Dick Tracy.